# NGC 525
NGC 525 ist eine Linsenförmige Galaxie vom Hubble-Typ S0 im Sternbild Fische auf der Ekliptik. Sie ist schätzungsweise 99 Millionen Lichtjahre von der Milchstraße entfernt und hat einen Durchmesser von etwa 45.000 Lichtjahren. Vom Sonnensystem aus entfernt sich die Galaxie mit einer errechneten Radialgeschwindigkeit von näherungsweise 2.100 Kilometern pro Sekunde.
Das Objekt wurde am 25. September 1862 von dem deutsch-dänischen Astronomen Heinrich Ludwig d’Arrest entdeckt.

## Galaktisches Umfeld
| Nr. | Galaxie          | Alternativname            | Rek           | Dek           | Distanz/asec |
| --- | ---------------- | ------------------------- | ------------- | ------------- | ------------ |
| →   | NGC 525          | LEDA/PGC 5232             | 01h24m52.911s | +09d42m12.05s | 0            |
| 1   | LEDA/PGC 5213    | UGC 969                   | 01h24m45.80s  | +09d45m36.7s  | 230.11       |
| 2   | NGC 524          | LEDA/PGC 5222             | 01h24m47.72s  | +09d32m19.8s  | 597.00       |
| 3   | IC 102           | LEDA/PGC 5172             | 01h24m26.33s  | +09d53m11.6s  | 767.77       |
| 4   | NGC 516          | LEDA/PGC 5148             | 01h24m08.07s  | +09d33m06.1s  | 858.86       |
| 5   | LEDA/PGC 87287   | WISEA J012547.51+093504.0 | 01h25m47.30s  | +09d35m01.0s  | 912.42       |
| 6   | LEDA/PGC 1365021 | 2MASX J01245967+0925576   | 01h24m59.68s  | +09d25m57.5s  | 979.95       |